# Église Saint-Pierre-aux-Liens de Quintenas
L'église Saint-Pierre-aux-Liens est une église située en France sur la commune de Quintenas au sud d'Annonay, dans le département de l'Ardèche en région Auvergne-Rhône-Alpes.
L'édifice fait l’objet d'un classement au titre des monuments historiques depuis le 21 mars 1910.

## Description
La taille imposante de l’église de Quintenas surprend dans ce village modeste. La raison peut en être la présence, pendant longtemps, d’un prieuré installé contre son mur sud et qui a été ensuite un château apprécié de la famille de Tournon. Le bâtiment a conservé une partie très ancienne, qui date du XIIe siècle. Le reste de la structure, clocher compris, date du XIVe siècle et a bénéficié de fortifications. Mais des restaurations ont été nécessaires à divers moments de son histoire.

### Un clocher romano-gothique

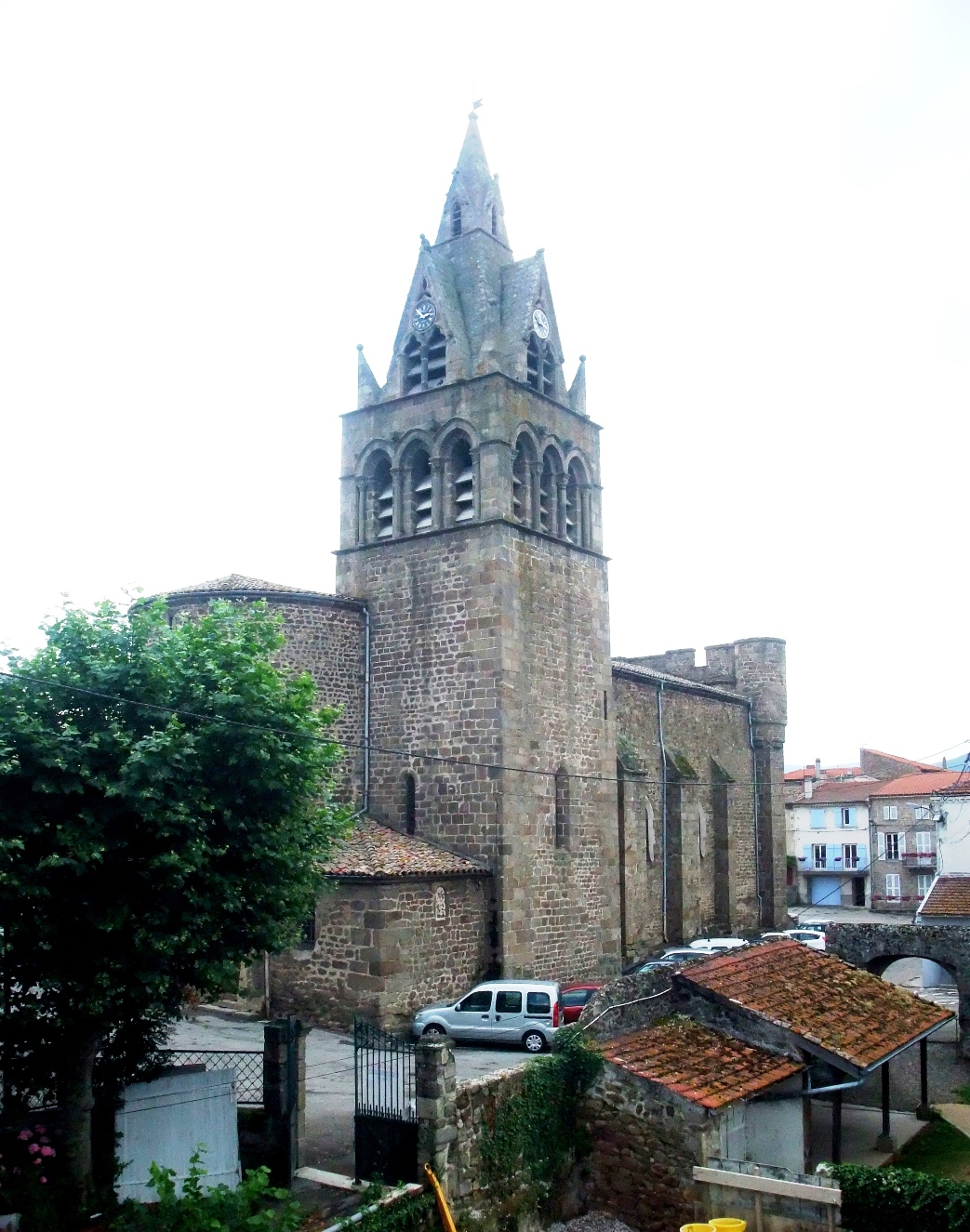
Une flèche gothique sur une base romane.

Le puissant clocher actuel a été bâti, de façon assez visible, en au moins deux phases. On peut supposer, dans le sol, des fondations très anciennes. La grande base carrée date pour sa part du XIIe siècle. Elle correspond, à l’intérieur, au bras gauche du transept, avec des murs d’un mètre d’épaisseur. À l’extérieur, cette partie ancienne constituait un clocher en forme de tour, et pouvait être un élément de fortification.
La partie supérieure du clocher, en style gothique plus ouvragé, a été construite au XIVe siècle. Sa répartition en trois étages est équilibrée et esthétique: on passe peu à peu d’un carré pesant à une allure plus élancée et la pointe est composée de volumes assez complexes. La présence de gargouilles fantastiques égaye le sérieux d’ensemble de la construction.

### Des parties plus ou moins restaurées

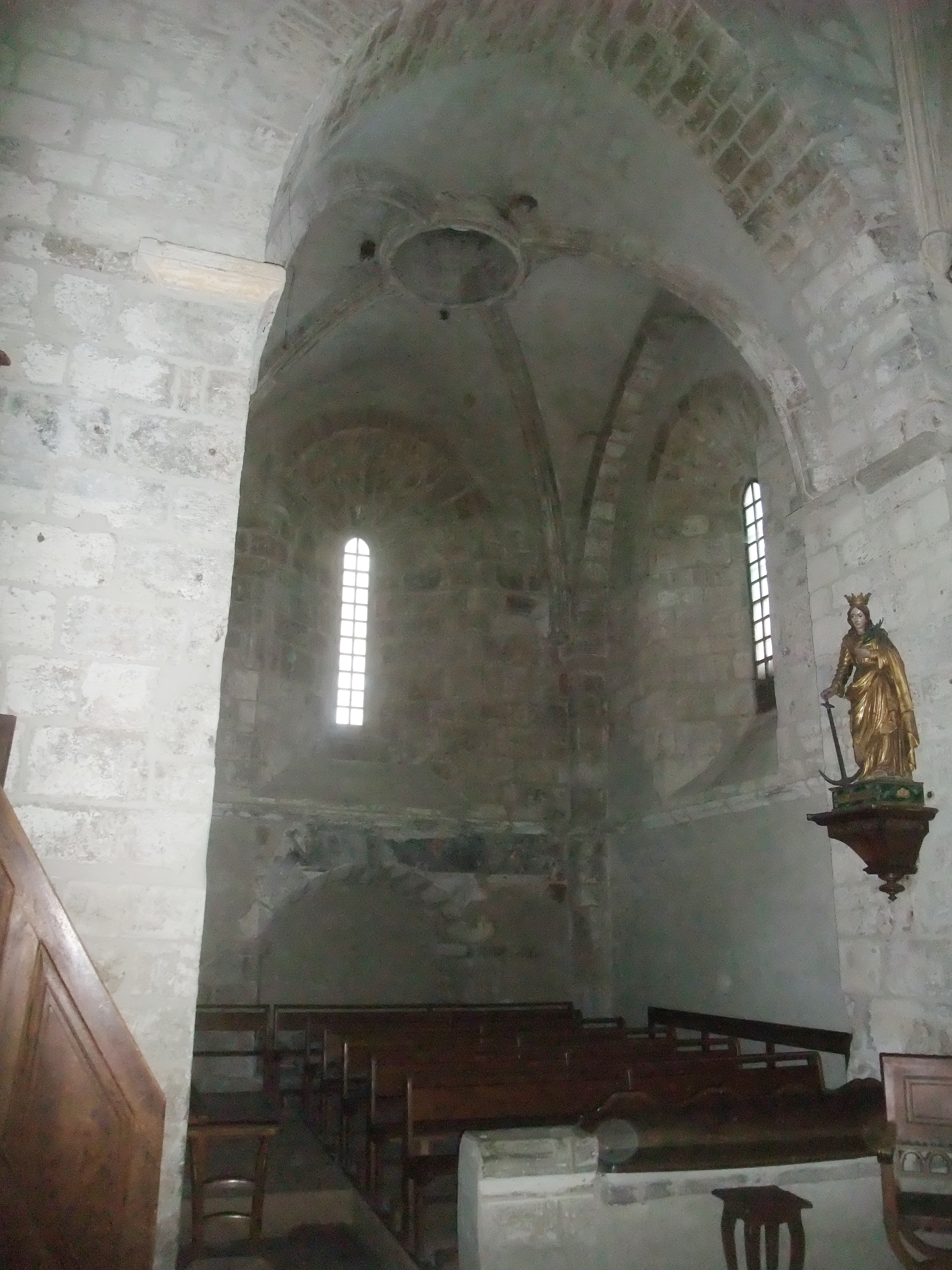
Le bras gauche du transept, du XIIe siècle.

C’est l'abside (le fond du chœur) qui est la partie la plus ancienne de l’église. Elle date certainement de la reconstruction du XIIe siècle. On y voit encore des fenêtres de forme bien romane. Un chapiteau roman du XIIe siècle représente le sacrifice d'Abraham. On peut y retrouver des vestiges de peinture "à la fresque" du XIIe siècle et des motifs végétaux avec citations religieuses du XVIIe siècle.
La partie gauche du transept date du XIIe siècle. C'est elle qui supporte le clocher. Son style austère est nettement roman. Une chambre sépulcrale y a été creusée pour la famille du Peloux. En hauteur sur les murs, on peut y voir une « lître » du XVIIe siècle : une bande noire peinte avec les armoiries d'un défunt. Ici, il s'agit de celles de Louise de Claveyson, épouse de Charles du Peloux, décédée vers 1620. 

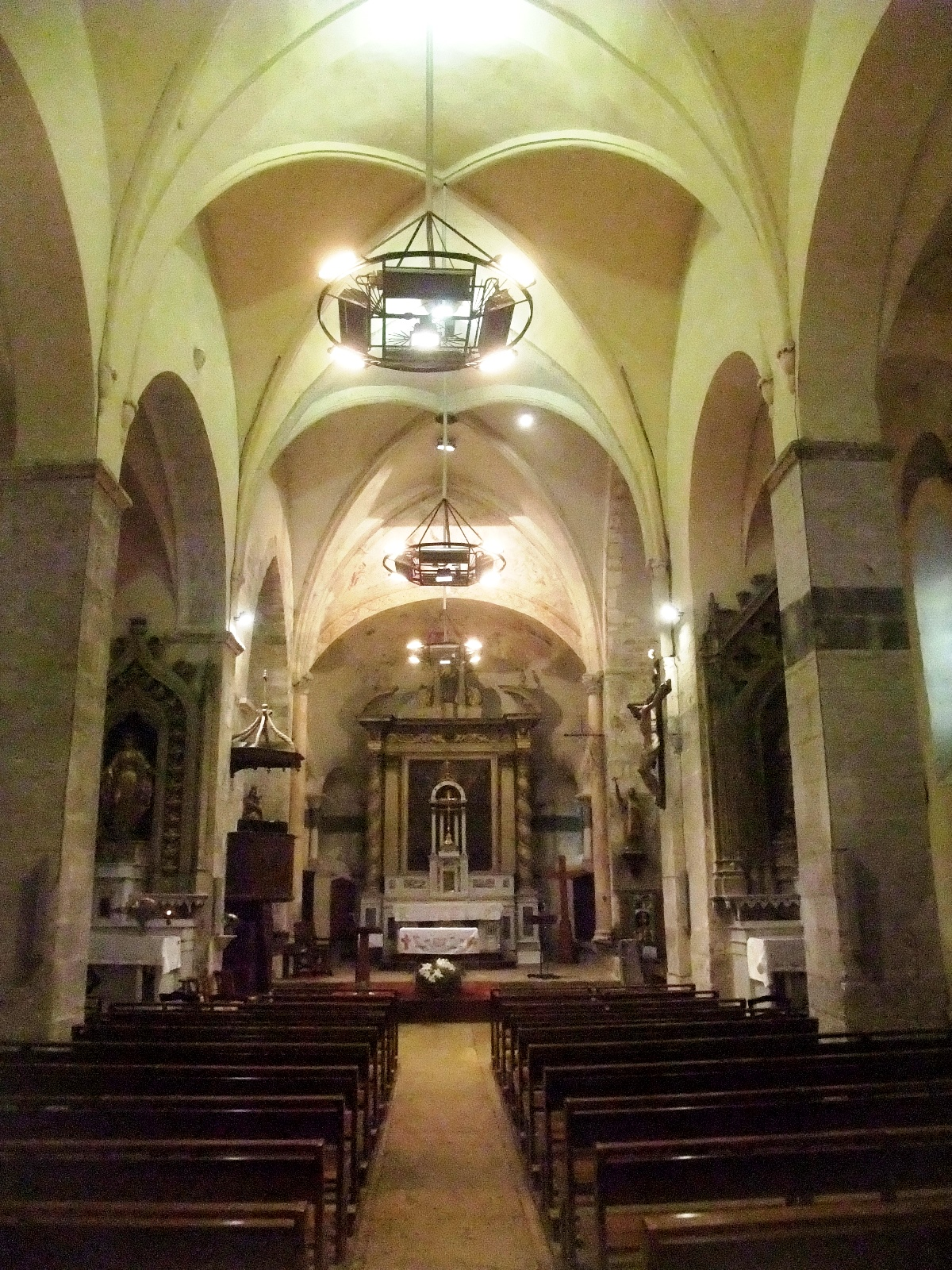
Une nef plusieurs fois remaniée.

La nef pourrait dater, pour l'essentiel, du XIVe siècle, mais elle a subi ensuite diverses destructions et reconstructions.
La chapelle des Pénitents, partie droite du transept, date du XVIIe siècle. Deux peintures illustrent la présence de cette confrérie à Quintenas à partir de 1674.
La façade a été fortifiée au XIVe siècle. Elle rappelle celle du Palais des papes d'Avignon. Elle comporte une échauguette d’angle, des merlons, une bretèche, et des machicoulis. Ces éléments ont été plusieurs fois restaurés, et d'abord au XVIe siècle après les destructions des Guerres de Religion.
À partir de 1827, l’abbé Toussaint Bobichon s’est employé à restaurer l’église qui était en bien mauvais état avec une façade qui se délabrait, un toit à refaire et un intérieur humide et froid. Les éléments de fortifications ont été restaurés sur la façade. Les murs de la nef ont été relevés de deux mètres pour contenir des voûtes. De nouvelles fenêtres ont été ouvertes. Le sol de l’église a été relevé et le tour de l’église décaissé. Plus récemment, en 1981, les Beaux-Arts ont fait restaurer les éléments intérieurs les plus anciens.

## Objets classés

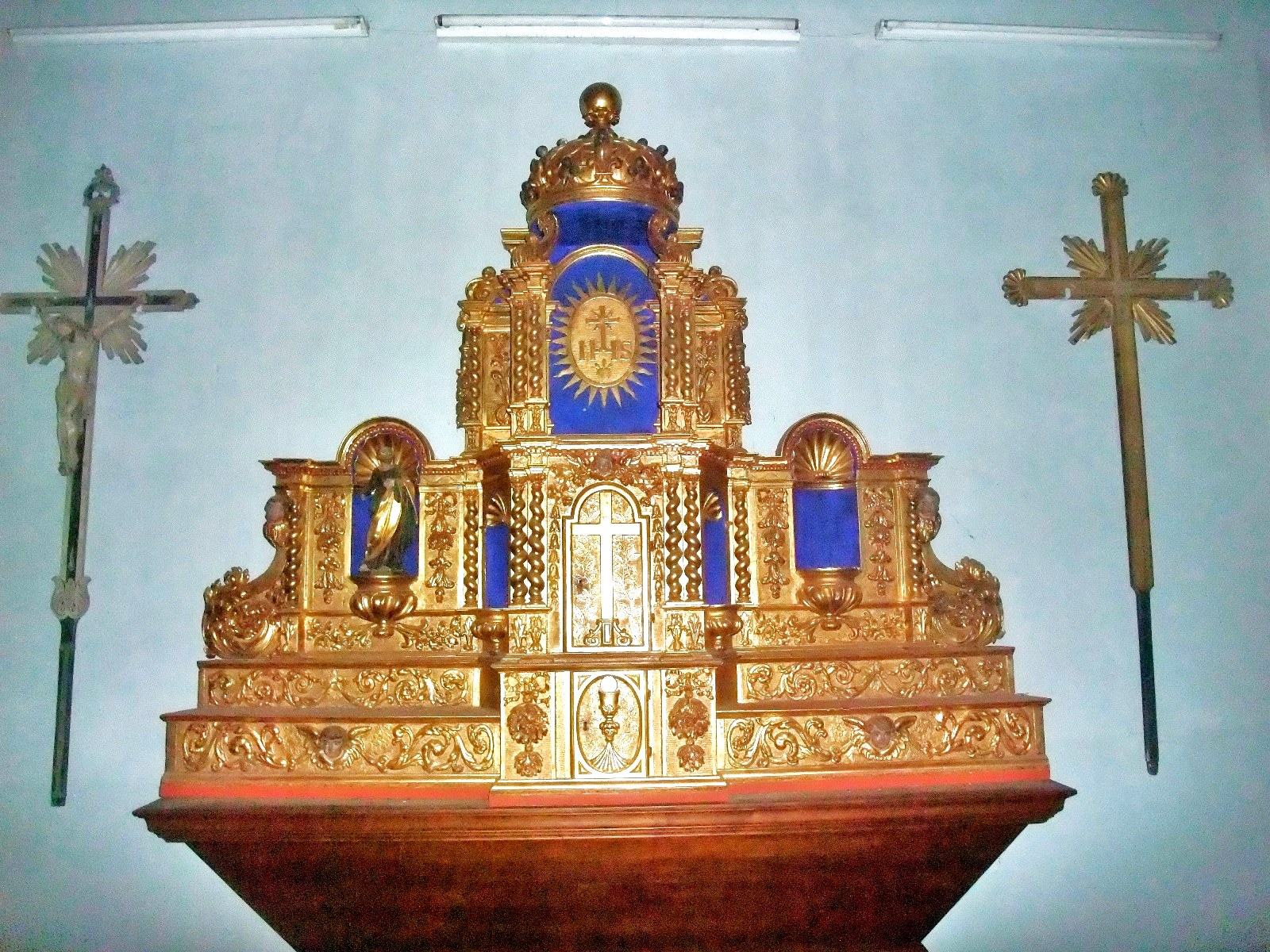
Un retable du XVIIe siècle.

La base Palissy recense un retable de l'église classé au titre d'objet le 11 juillet 1942. Il est constitué de bois doré et peint. Il date sans doute du XVIIe siècle et a été placé dans l'aile droite de l'église. L'ancien maitre-autel et son retable situés dans l'abside datent sans doute du XIXe siècle.

## Historique
- 776 : Donation de l’église à l’abbaye de Saint-Claude (Jura) (23 août).
- 790 - 805 : L’édifice est cité dans les Statuts de l'Église de Vienne comme le siège d'un archiprêtré rural.
- 1184 : Confirmation de la donation de 776 par l'empereur Frédéric Barberousse. L'édifice est l'église d'un prieuré.
- Avant l'arrivée du goudron et des véhicules à moteur.XIIe siècle : Reconstruction  l'église ?

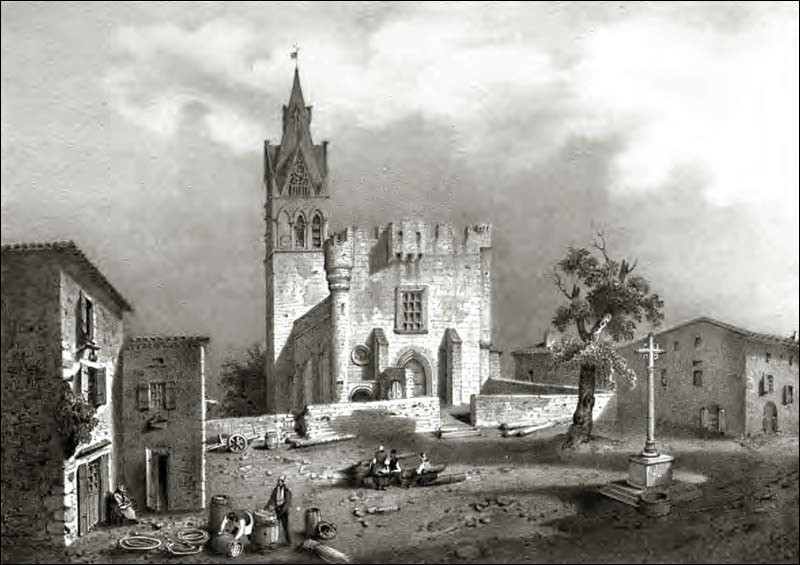
Avant l'arrivée du goudron et des véhicules à moteur.

- XIVe siècle : Époque troublée par les compagnies de mercenaires sans emplois pillant et ravageant la contrée. Fortification de l'édifice.
- XVIe siècle : guerres de Religion. L'édifice est un enjeu convoité par les troupes catholiques et protestantes.
- XVIIe siècle : Restauration de l'intérieur et agrandissement avec la construction de la chapelle des Pénitents attenantes (1684).
- XVIIIe siècle : Le prieur devient l'archevêque de Vienne.
- 1789 : Révolution
- 1793 : fermeture de l’église au culte ?
- 1802 : réouverture officielle au culte : l’église demeure paroissiale dans le cadre de la mise en place de l’organisation temporelle concordataire.
- 1827 - 1861 : ministère du père Toussaint Bobichon à la cure de Quintenas : rénovation de l'édifice.
- 1910 : L'édifice est classé au titre des monuments historiques [1].
- Fin des années 1960 : réaménagement du chœur à la suite de la réforme liturgique du concile Vatican II.
- 1994 : la paroisse de Quintenas, les autres paroisses catholiques du canton de Satillieu et celle de Lafarre forment l’« Ensemble Inter Paroissial de Satillieu ».
- 2003 : création de la paroisse « Saint-François Régis des vals d’Ay et de la Daronne », par fusion des paroisses catholiques situées sur les territoires des cantons de Satillieu et de Saint-Félicien à l’exception d’Arlebosc (1er janvier) [4].

## Visite de l'édifice

### Le sanctuaire
Plusieurs éléments aux fonctions liturgiques précises prennent place dans le chœur : 
- le siège de présidence ne pouvant être qu’occupé par le prêtre célébrant qui agit au nom du Christ pour les catholiques.
- la Croix du Christ.
- l’ambon : le lieu d’où est proclamée pendant les célébrations la Parole de Dieu pour les chrétiens : Ancien et Nouveau Testaments. L’homélie, un commentaire de ces textes, y est également prononcée.
- l’autel, table de l’Eucharistie, point central de l’église. Ici, les chrétiens font mémoire du dernier repas du Christ avec ses disciples et accueillent le don de sa présence en sa Vie, sa Mort et sa Résurrection.

En l’église de Quintenas, une partie de ces éléments ont pris place durant la deuxième moitié du XXe siècle.
- la Présence : le pain consacré à la messe, élément extrêmement sacré, devenu Corps du Christ pour les catholiques. Signalée par une lumière invitant à la dévotion et à l’adoration, elle est placée dans le tabernacle. D’une manière générale, un tabernacle est la réserve où l’on garde le pain consacré à la messe, destiné à être porté à ceux qui ne peuvent participer aux célébrations, en particulier les malades ou les personnes âgées.

### Vitraux
Les vitraux représentent soit des portraits de saints, soit des motifs géométriques.

### Peintures murales

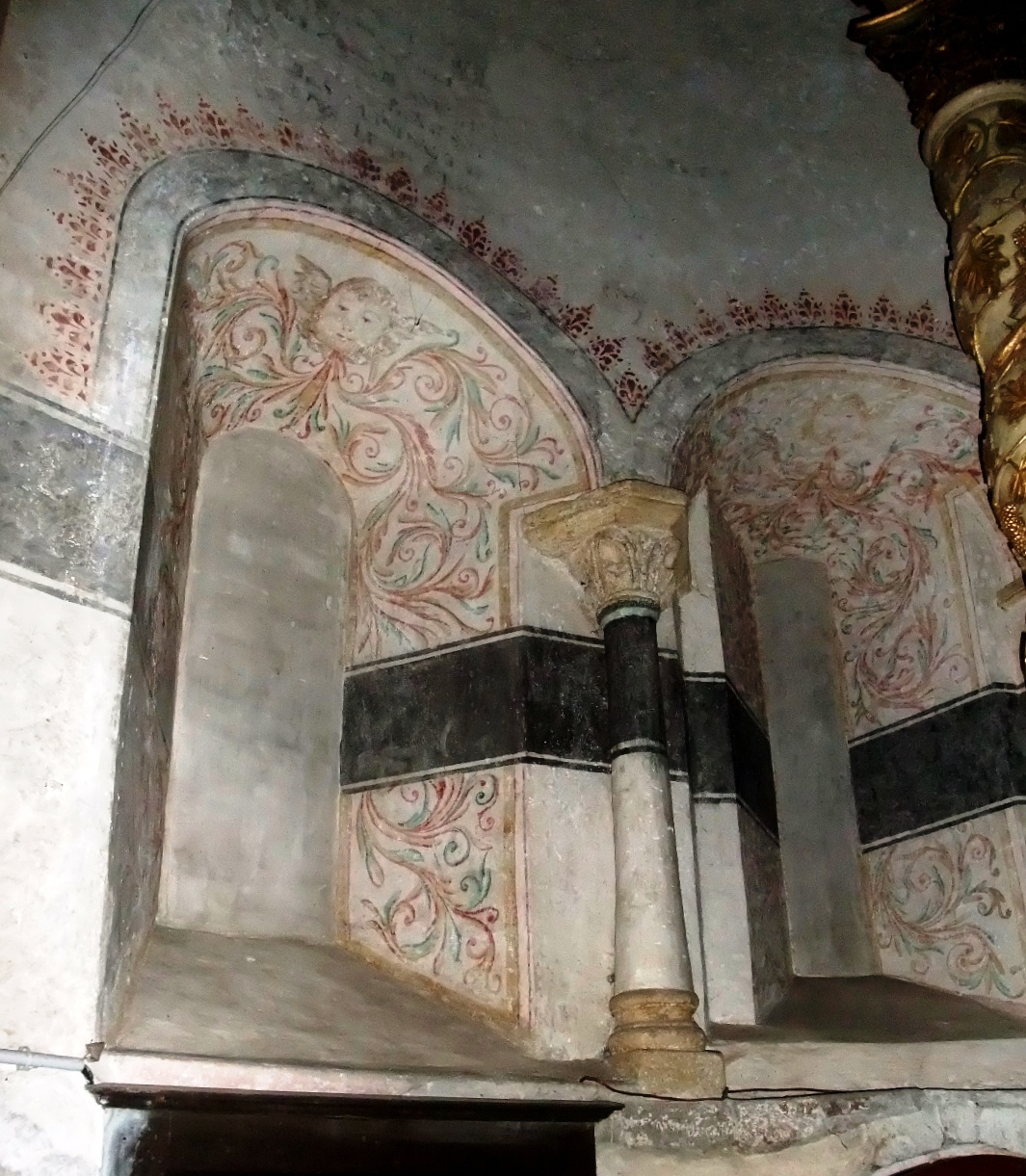
Des décors XVIIe siècle rajoutés sur l'abside du XIIe siècle.

L'église comporte des fragments de fresque du XIIe siècle et un décor peint au XVIIe siècle représentant des visages, des versets de l'évangile de Jean et des textes de saint Thomas d'Aquin.

### Sculptures
Du XIIe siècle date un chapiteau sculpté : Le sacrifice d'Abraham.
Plusieurs statues décorent l'église : Saint François Régis, Sainte Marie...

### Chemin de croix
Le Chemin de Croix rappelle différents épisodes en quatorze stations du premier vendredi saint : la Passion du Christ.

### Ancienne chaire
La chaire, aujourd'hui inutilisée, est conservée à son emplacement d'origine comme élément décoratif.

### Cloches
L’utilisation des cloches pour scander la vie paroissiale, annoncer l’Angélus, les messes, les baptêmes, les mariages et les enterrements (glas), l’incendie ou la guerre (tocsin) est ancienne. Généralement son usage est attribué à saint Paulin de Nole. Ce n’est que depuis le VIIIe siècle que l’on baptise les cloches avec l’eau et le Saint-Chrême. Elles reçoivent également un nom en raison du service qu’elles assurent en appelant à l’église pour prier ou pour accompagner les prières de leur sonnerie joyeuses ou tristes. Plusieurs cloches assurent ici les sonneries civiles (heures) et religieuses.

## Chronologie des curés

### ? – 1994
Un curé, aidé parfois d'un vicaire a la charge de la paroisse dont le territoire correspond approximativement à celui de la commune.

### 1994 – 2003
Une équipe presbytérale dont les membres sont « curés in solidum » (responsables solidairement) a la charge de l’ensemble des paroisses catholiques du canton de Satillieu et de celle de Lafarre (Ensemble Inter Paroissial de Satillieu).

### Depuis 2003
Avec la création de la paroisse Saint-François Régis (Ay, Daronne) dont le territoire comprend les cantons de Satillieu et de Saint-Félicien à l’exception d’Arlebosc,  soit les vallées de l’Ay et de la Daronne, une Équipe d’Animation Pastorale (E.A.P.) composée de laïcs en mission et de prêtres nommés « curés in solidum » à la charge de la paroisse nouvelle.